# Рипли (Ајова)
Рипли (енгл. Rippey) град је у америчкој савезној држави Ајова. По попису становништва из 2010. у њему је живело 292 становника.

## Демографија
Према попису становништва из 2010. у граду је живело 292 становника, што је -27 (-8.5%) становника више него 2000. године.
| Група             | 2000.       | 2010.       |
| Белци             | 304 (95,3%) | 275 (94,2%) |
| Афроамериканци    | 1 (0,3%)    | 0 (0,0%)    |
| Азијати           | 0 (0,0%)    | 0 (0,0%)    |
| Хиспаноамериканци | 13 (4,1%)   | 17 (5,8%)   |
| Укупно            | 319         | 292         |